# بارتولومي ميتر
بارتولومي ميتر (بالإسبانية: Bartolomé Mitre) (و. 1821 – 1906 م) هو جندي، ولغوي، وصحفي، ومؤرخ، وسياسي، ومترجم من الأرجنتين ولد في بوينس آيرس.

## روابط خارجية
- بارتولومي ميتر على موقع الموسوعة البريطانية (الإنجليزية)